# 西北政法大学
西北政法大学是位于中国陕西省西安市的一所公立大学，现主管部门为陕西省人民政府。其前身为陕北公学和延安大学。曾为中华人民共和国最高人民法院、司法部直属的中国大陆地区重点法律院校，是中国法学界“五院四系”之一，“立格联盟”组成院校，中国哲学社会科学的重点院校，中央政法委、教育部首批“卓越法律人才”培养基地，“2011计划”司法文明协同创新中心西北基地，同时是全国法律人才培养的重要基地，西北地区法学科研教育中心，西部地区人文社会科学教育重镇，迄今为止已为国家培养了10万多名高素质人才。西北政法大学于2006年正式由西北政法学院更名为西北政法大学。学校有雁塔、长安两个校区，占地1,347亩。建有法律实务、物证技术、现代传播、经济管理等6个实验实训中心。

## 概况

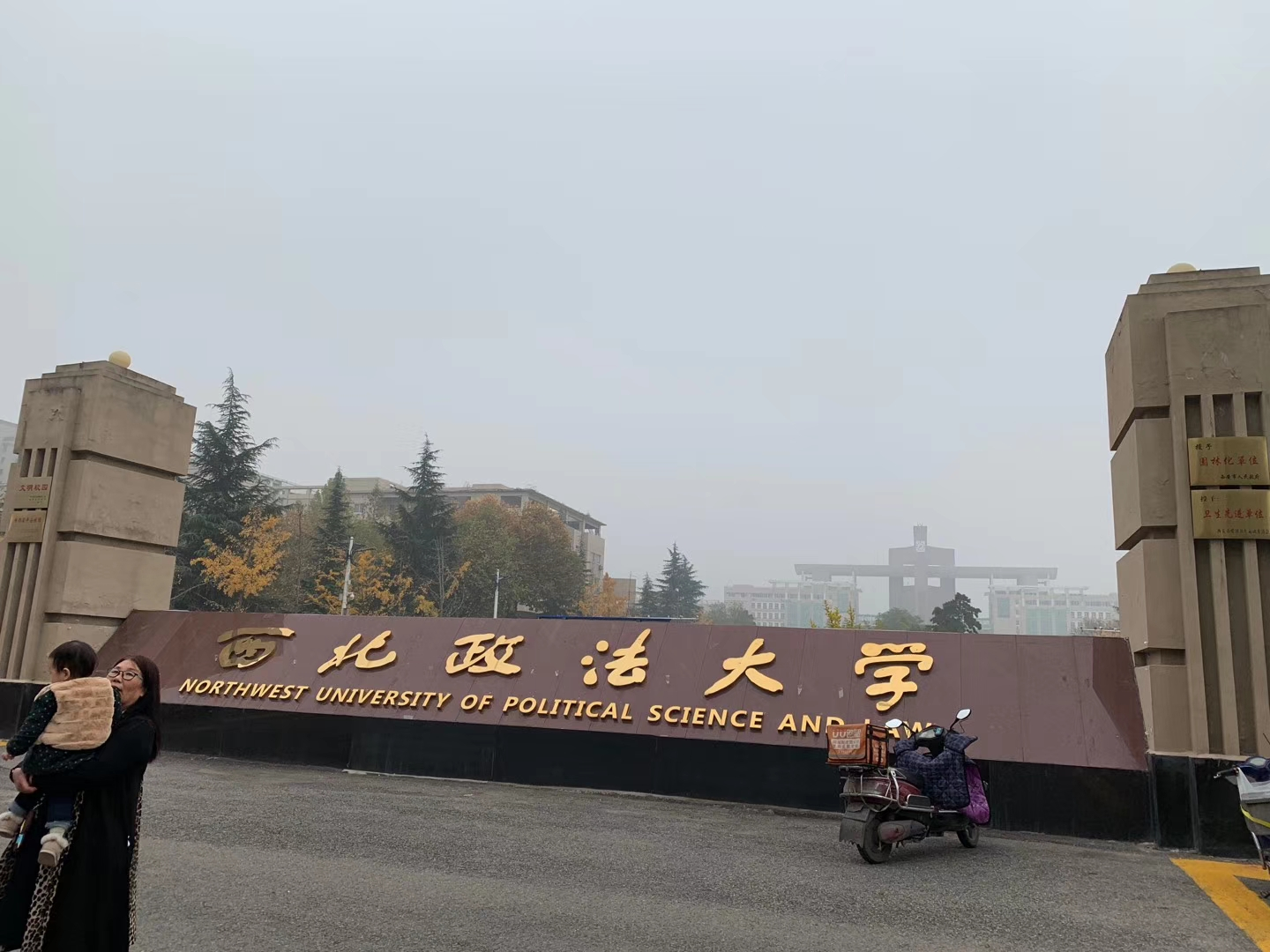
校门

西北政法大学是中国哲学社会科学的重点院校，中国法学教育的核心院校合作联盟---立格联盟的组成院校之一。国家首批卓越法律人才教育培养基地（应用型、复合型法律职业人才教育培养基地、涉外法律人才教育培养基地、西部基层法律人才教育培养基地）。中国法学教育“五院四系”之一（在中国的法学院校中，西北政法大学（原西北政法学院）与中国政法大学（原北京政法学院）、西南政法大学（原西南政法学院）、华东政法大学（原华东政法学院）、中南财经政法大学（原中南政法学院）被合称为“五院”，北京大学法学院（原北京大学法律系）、中国人民大学法学院（原中国人民大学法律系）、吉林大学法学院（原吉林大学法律系）和武汉大学法学院（原武汉大学法律系）被称为“四系”。
学校现有雁塔、长安两个校区，占地1,347亩。建有法律实务、物证技术、现代传播、经济管理等6个实验实训中心，16个专业与基础实验室、72个实习基地。此外，司法鉴定、法医临床在西北地区居于首位。学校图书馆藏书量近180万册，中外文报刊近3,000余种，并建有20余个资源丰富的数字图书平台。
学校设有哲学与社会发展学院、经济管理学院、刑事法学院、民商法学院、经济法学院、行政法学院、国际法学院、政治与公共管理学院、公安学院、外国语学院、新闻传播学院、马克思主义教育研究院、研究生教育院、法律硕士教育院、司法官教育院、继续教育学院、国际教育学院17个学院和体育教学部，承担着本科生、研究生、高职等各类学生的教学任务。设有25个本科专业，辐射哲学、经济学、法学、文学、工学、管理、艺术等专业大类，其中哲学、新闻学、侦查学专业为国家级特色专业，法学专业为陕西省名牌和特色专业，行政管理、英语、治安学、市场营销为省级特色专业。学校拥有法学、哲学、理论经济学、新闻传播学、公共管理学5个一级学科硕士学位授予权，设有35个二级学科硕士学位授权点和1个法律硕士专业学位授权点。2011年，该校成为“服务国家特殊需求博士人才培养项目”30家院校之一，拥有法学一级学科博士后流动站，设有1个博士学位授权点（服务国家特殊需求项目），35个硕士学位授权点和4个专业硕士学位授权点。

## 校训
严谨 求实 文明 公正

## 历史

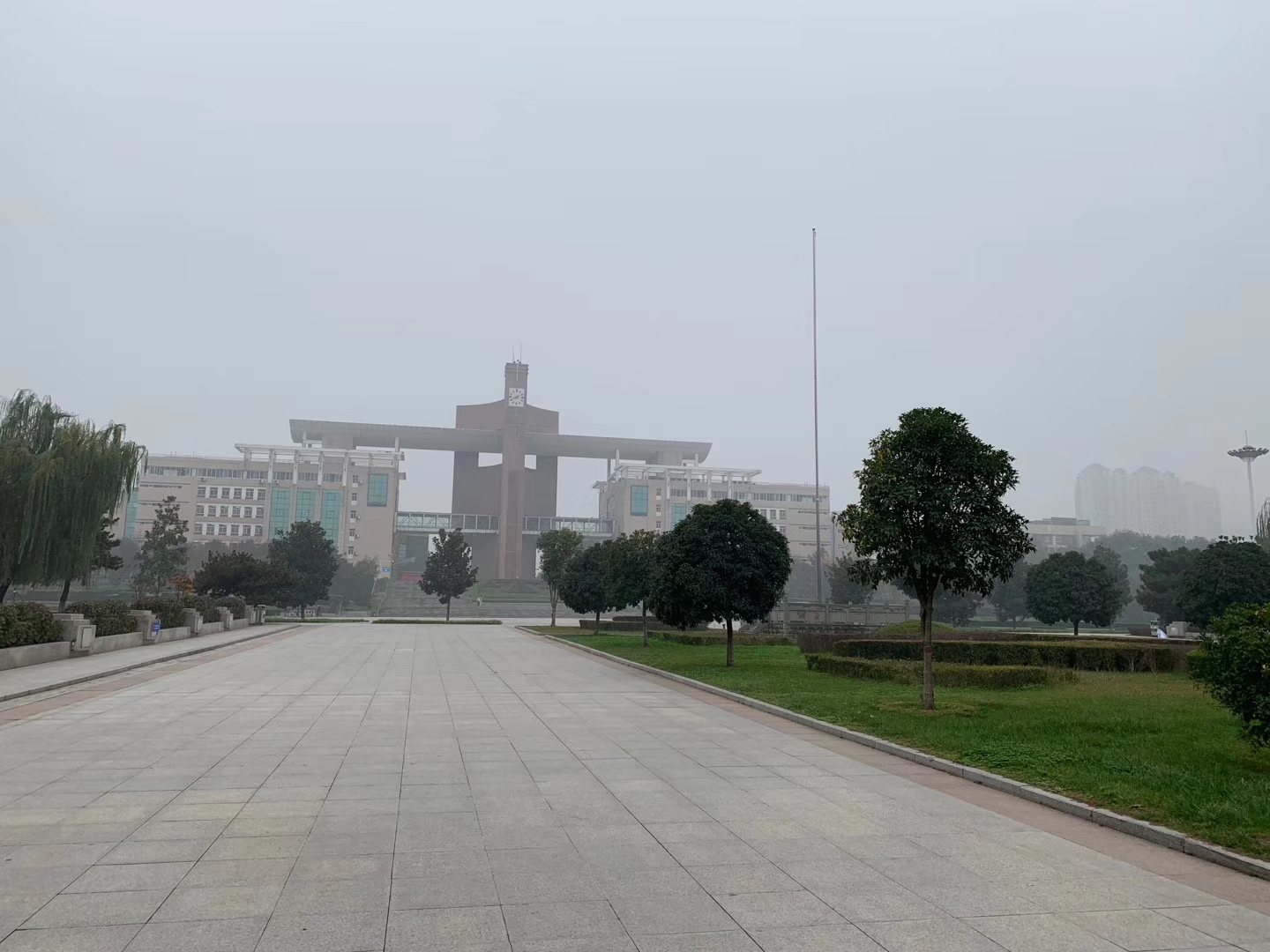
校园

学校的前身可以追溯到1937年中国共产党在延安创办的陕北公学，但其真正前身则是1939年复建的陕北公学，一般又称为后期陕公。
1937年7月底，中共中央在延安创办陕北公学，校长为成仿吾。
1939年6月，陕北公学与延安鲁迅艺术学院、延安工人学校和安吴堡战时青年训练班四校联合成立了华北联合大学，并于1948年8月与和北方大学合并成立华北大学，1950年10月改名为今天的中国人民大学。
1939年12月，中共中央在延安复建陕北公学，一般成为后期陕公，这个是西北政法大学的真正前身。
1941年陕北公学与中国女子大学、泽东青年干部学校合并，成立了延安大学。延安大学是中国共产党创办的第一所综合性大学。
1949年延安大学迁至西安，更名为西北人民革命大学。
1953年西北局决定将西北人民革命大学改组为西北政法干部学校，次年底改组为中央政法干部学校西北分校。
1958年9月，西北大学法律系调入中央政法干校西北分校，成立政法学院，学校成为中国四所政法院校之一。同时西北政法大学也是中国西北地区第一所高等政法院校。
2006年11月，学校更名为西北政法大学。
2009年，西北政法大学在“申博”事件中备受争议，并直接导致西北政法大学对陕西省政府的诉讼，但结果以失败告终。
2011年年底，西北政法大学通过了教育部“授予博士学位的服务国家特殊需求人才培养项目”的评审，取得了法学博士授权资格。

## 师资队伍
学校现有教职工1300余人，其中专任教师800余名，具有高级职称的教师340余名，具有博士学位和正在攻读博士学位的教师220余人，享受政府津贴的专家13人，省级教学名师7人，先后有60余人分别获得全国十大杰出青年法学家、司法部优秀教师、陕西省优秀教师、陕西省教学名师、陕西省师德标兵、陕西省十大杰出青年、陕西省新长征突击手等荣誉和奖励，90多人担任全国以及省级学术团体的会长、副会长等。
学校还有一批由著名学者、实务专家组成的客座教授和兼职教授队伍，如江平、王利明、梁慧星、张晋藩、高铭暄、李昌钰、徐显明、李昌麒、陈光中、王家福、蒋正华、曾湘泉、刘作翔、安东、黄进、肖永平、应松年等。

## 院系设置
- 哲学与社会发展学院
- 经济学院
- 商学院
- 刑事法学院
- 民商法学院
- 经济法学院
- 行政法（纪检监察）学院
- 反恐怖主义法（国家安全）学院
- 国际法学院
- 政治与公共管理学院
- 公安学院
- 外国语学院
- 新闻传播学院
- 马克思主义教育研究院
- 研究生教育院
- 法律硕士教育院
- 司法官教育院
- 继续教育学院
- 国际教育学院
- 体育教学部

## 学科建设
国家级特色专业3个：哲学 侦查学 新闻学
国家级精品课程2个：刑法学 劳动与社会保障法学
国家级双语教学示范课1个：国际贸易法 　
司法部重点学科4个：法学理论 法律史学 刑法学 经济法学
陕西省名牌专业1个：法学
陕西省特色专业5个：法学 行政管理 英语 治安学 市场营销
陕西省重点学科10个： 马克思主义哲学 政治经济学 法学理论 法律史 宪法学与行政法学 民商法学 经济法学 刑法学 诉讼法学 国际法学
国家级科研基地4个： 
法律实务与实训中心 
法学人才培养模式创新实验区 
中国刑事辩护律师培训中心
中国西部涉外法律人才教育培养与科研创新基地
陕西省级重点科研基地11个：
西北政法大学司法鉴定中心（西北地区第一、司法部八大司法鉴定中心之一）
刑事法律科学研究中心
国际法研究中心
中国革命根据地法制研究中心
中国商业法学会房地产法学研究会
陕西省干部教育培训
西北政法大学基地陕西妇女/性别研究与培训
西北政法大学基地法制新闻研究中心
动物保护法研究中心行政法援助中心
劳动法诊所
陕西省法学会各个部门法研究会

## 学术研究
学校设有法学研究所、马克思主义研究所、高教研究所3个专业研究所，70多个学术研究机构，建有刑法学、国际法学2个陕西（高校）哲学社会科学重点研究基地，法学、哲学、理论经济学3个一级学科为省部级重点学科，哲学和法学两个学科被批准为“陕西省级哲学社会科学特色学科”建设项目。学校承担国家社会科学基金项目51项、省部级科研项目204项，56项优秀成果获得省部级以上奖励。
根据中国法学会法律信息部发布的《2009年各法学院科研实力报告》，学校2009年度科研实力稳居全国所有法学院的前十名。学校先后获得一批国家级、省部级社会科学研究项目和教学改革研究项目，80余项优秀成果获得省部级以上奖励。学校主办的学术刊物《法律科学》是全国的法学核心期刊，是全国“三十佳”、陕西省“五佳”人文社科学报，是学报类中文核心期刊和CSSCI的来源期刊。

## 学位授予
- 博士学位授权点

服务国家特殊需求博士人才培养项目：服务西北地区稳定发展与国家安全高级法律人才培养项目
- 联合培养博士点（5个）

（与吉林大学合作）
法学理论（王健教授）
法律史学（汪世荣教授、闫晓君教授）
刑法学（贾宇教授、冯卫国教授）
国际法学（王瀚教授）
（与西南政法大学合作）
法律史学（王健教授）
刑法学（王政勋教授）
劳动与社会保障法学（郭捷教授）
国际法学（王瀚教授）
- 一级学科硕士学位授权点（5个）

法学
哲学
理论经济学
新闻传播学
公共管理学
- 二级学科硕士学位授权点（35个）
- 专业硕士（4个）
- 本科专业（29个）

法学、哲学、社会学、社会工作、经济学、国际经济与贸易、金融学、市场营销、审计学、电子商务及法律、人力资源管理、劳动与社会保障、思想政治教育、政治学与行政学、行政管理、公共事业管理、边防管理、治安学、侦查学、刑事科学技术、英语（法律英语）、朝鲜语、商务英语、 新闻学、广播电视新闻学、编辑出版学、广播电视编导学、信息管理与信息系统、戏剧影视文学、

## 法律诊所
西北政法大学是国内首家自主开展诊所式法律教育的高等院校。
2000年9月，学校与美国福特基金会合作实施“法律诊所”教育模式，西北政法大学法律诊所成为全国九大法律诊所之一，“诊所式教育”成为西北政法大学本科教学的一大特色。2000年9月至2005年9月，589名同学参加了法律诊所的学习，代理诉讼案件108起，提供义务案件咨询2657件。2004年，学校成功建成全国第一家诊所法律教育信息网。
学校同时也是国内首家创建立法诊所的院校。2001年以来，受西安市老龄委、西安市妇女研究会的委托，对两部地方立法草案进行了立法论证和立法调研，提供了大量立法援助。学校的法律诊所教学成果《立法诊所项目援助教学改革》，于2003年12月25日获得陕西省人民政府教学成果一等奖。
学校目前有诊所教师11人，开设有刑事辩护诊所、民事诊所、立法诊所、劳动法诊所和社区诊所。

## 国际交流
学校积极拓展本科生国际交流途径。目前，学校与美国、英国、德国、法国、澳大利亚、俄罗斯等国家和地区的40多所著名大学和研究机构建立了校际交流与合作关系，其中，与美国福特海斯大学、北阿拉巴马州立大学、澳大利亚莫道克大学分别合作实施了3+1本科双学士学位项目、1+1硕士研究生教育项目、2+1+1本科生培养项目，与韩国全北大学、庆尚大学、韩南大学等7所大学建立了学生互派交流机制。

## 知名校友

### 学者
赵馥洁、周柏森、李文彬、解士彬、张瑞幸、马朱炎、王天木、武步云、邵诚、杨文汉、窦玉珍、刘振江、王士伟、应松年、方克勤、胡留元、冯卓慧、寇志新、裴苍龄、吴明童、杨永华、葛洪义、严存生、於兴中、宣炳昭、谢晖、刘作翔、陈明华、王干才、孙宪忠、徐德敏、肖国兴、关保英、田龙海、董小龙、张鸿骊、陈金钊、贾宇、王瀚、汪世荣、闫晓君、王健、强力、韩松、黄河、高在敏、杨宗科、来小鹏、雷兴虎、张周志、刘进田、杨宗辉、杨小军、慕明春、郭捷、侯欣一、董安生、林亚刚、王楷模、惠生武、王政勋、冯卫国、施天涛、周健、喻中、许发民、刘丹冰、陈忠槐、石东坡、赵世义、董和平、罗鹏、马岭等。

### 司法机关、军队、其他国家机关工作人员
- 牟新生 （中共中央委员、海关总署署长）
- 艾丕善 （陕西省政协主席）
- 高俊良 （中共中央宣传部副部长）
- 吕滨 （海关总署副署长）
- 贺小荣 （最高人民法院办公厅副主任、院长办公室主任）
- 梁增昌 （中共深圳市政法委员会副书记）
- 蔡宁 （河南省人民检察院检察长）
- 张立勇 （河南省高级人民法院院长）
- 刘双喜 （解放军第47集团军副军长、陆军少将）
- 汪武德 （兰州军区联勤部部长、陆军少将）
- 黄河 （陕西省高级人民法院副院长）
- 孔昌生 （中共河南省委常委、省委组织部部长）
- 孙力 （北京市高级人民法院副院长）
- 杨景海 （中共兰州市委副书记、纪委书记）
- 杨烈 （陕西省政法委副书记）
- 王发荣 （陕西省人大副主任）
- 赵祥娃 （新疆维吾尔自治区高级人民法院党组书记）
- 买买提·玉素甫 （新疆维吾尔自治区人民检察院检察长）
- 南明法 （甘肃省高级人民法院副院长）
- 陈马林 （海南省人民检察院副检察长）
- 王学成 （广东省人民检察院副院长）
- 呼延振邦 （中国人民武装警察部队政治部副主任、武警少将）
- 许发民 （湖北省人民检察院副检察长）
- 钱应学 （青海省高级人民法院院长）
- 刘晓阳 （青海省高级人民法院院长）
- 张树兰（甘肃省高级人民法院院长）
- 田立文（湖南省高级人民法院院长）
- 朱雅频（西藏自治区人民检察院检察长）
- 田龙海 （解放军某军事检察院副检察长、某军事法院院长）

## 历任校长
- 贾宇（2006年4月-2017年5月）
- 杨宗科（2017年6月-2022年3月）
- 范九利（2022年3月-）

## 轶闻

### 图书馆雕塑
在校内图书馆门前原有一座宪法顶着地球的雕塑，被网友戏称“宪法顶个球用”，吸引到人们参观。之后校方拆除了支撑“地球”的支架，再被戏称“宪法直接顶个球”；接着“地球”部分被移除了，再被戏称“宪法连个球都不顶了”；最终该雕塑被彻底拆除，而最终戏称为“宪法被强拆”。这一系列的戏称被指反映了中华人民共和国宪法在法律体系应用中尴尬的地位。